# World's Most Amazing Videos
World Most Amazing Videos foi um programa de realidades criado por Bruce Nash e narrado em sua maior parte por Stacy Keach. Esses vídeos normalmente mostram pessoas envolvidas em vários incidentes mencionados sobrevivendo a experiência, no entanto. Embora seja semelhante em conteúdo com outra série Maximum Exposure do Real TV tem um tom mais sério. Originalmente, o programa apareceu na NBC como um programa de preenchimento de timeslot. Uma nova série de episódios da série foi criada em 2006 para Spike TV, depois de um hiato de seis anos da temporada NBC. Originalmente transmitido pele NBC o show mostrava imagens de acidentes, desastres, perseguições policiais e outras cenas extraordinárias gravadas por uma câmera de video. Todos os videos contavam a história de pessoas que passaram por momentos de grande desespero e sobreviveram ao ocorrido. O programa foi exibido originalmente de 3 de março de 1999 a 4 de março de 2001 e teve uma versão de relançamento de 10 de Abril de 2006 a 28 de março de 2008. No Brasil foi transmitido pela Rede Bandeirantes.

## Formato
Um episódio geralmente começa com o que será mostrado mais tarde. Depois destas seqüências, diz-se a declaração de abertura: "Estas são as histórias incríveis e verídicas de pessoas que passaram por momentos de grande desespero e viveram para conta-las. Tudo o que você está prestes a ver é real - pessoas reais, perigo real, emoção real, prepare-se para experimentar a emoção de toda uma vida ... Você está prestes a testemunhar ... Os vídeos mais incríveis do mundo! "
Todos os videos começam com a descrição exata do local, e em alguns casos é acompanhada da data do acontecimento (por ex: Golfo Pérsico, 20 de fevereiro de 1991). O comentário desses eventos é normalmente como a ação das pessoas envolvidas. Esses vídeos geralmente têm seus efeitos de som estoque adicionados na pós-produção. Há entrevistas de pessoas envolvidas no evento, contando o que aconteceu. No final do vídeo, mostra o resumo de como a pessoa ou qualquer coisa sobreviveu a este evento. No final do episódio, a declaração de encerramento é dita: "Estas são as histórias verdadeiras surpreendentes de pessoas reais que enfrentaram o perigo final e viveram para contar sobre isso. Junte-se a nós na próxima vez para mais sobre os vídeos mais incríveis do mundo". 